# Girbau
Girbau Group és una empresa de fabricació de maquinària per a bugaderies comercials, industrials i d'autoservei. Amb seu central a Vic (Catalunya), disposa de sis centres de producció: quatre a Vic, un a Aix-les-Bains (França) i un altre a Xangai (Xina), fruit aquest últim d'una joint-venture amb la firma xinesa Shenguang. Disposa de filials en una quinzena de països i una xarxa de distribuïdors en més de 100 països del món.
Els germans Pere, Antoni i Teresa Girbau van dirigir l'empresa durant les primeres dècades, sent artífexs de la seva internacionalització i expansió. El 1989, Girbau inicia el seu procés d'internacionalització amb la seva entrada a França. Des de llavors, Girbau ha continuat amb la seva expansió internacional progressivament amb presència en altres països i continents a partir d'empreses filials i delegacions: Cuba (1992), Estats Units (1995), Regne Unit (1996), Brasil (1997), Argentina (1999), Emirats Àrabs Units (2000), Alemanya (2003), Xina (2004), Itàlia (2010), Austràlia (2011), República Dominicana (2011), Portugal (2012) i Mèxic (2015). El 2007, els fills de Pere i Antoni, Mercè Girbau i Pere Girbau assumeixen la direcció general de l'empresa. El 2015, Guillem Clofent va agafar els comandaments de la direcció general de l'empresa, rellevant així a Mercè i Pere qui en l'actualitat són CEO de la companyia. L'any 2012 rep la Placa al Treball President Macià.